# ساتشا هارتيل
ساتشا هارتيل (بالألمانية: Sascha Härtel) هو لاعب كرة قدم ألماني في مركز الدفاع، ولد في 9 مارس 1999 في Bad Schlema ‏ في ألمانيا. لعب مع إرتسغيبيرغه آوه.

## وصلات خارجية
- ساتشا هارتيل على موقع قاعدة بيانات كرة القدم.إي يو (الإنجليزية)
- ساتشا هارتيل على موقع Soccerway.com (الإنجليزية)
- ساتشا هارتيل على موقع عالم كرة القدم.نت (الإنجليزية)